# Surendra vivarna
Surendra vivarna är en fjärilsart som beskrevs av William Chapman Hewitson 1862. Surendra vivarna ingår i släktet Surendra och familjen juvelvingar. Inga underarter finns listade i Catalogue of Life.

## Bildgalleri

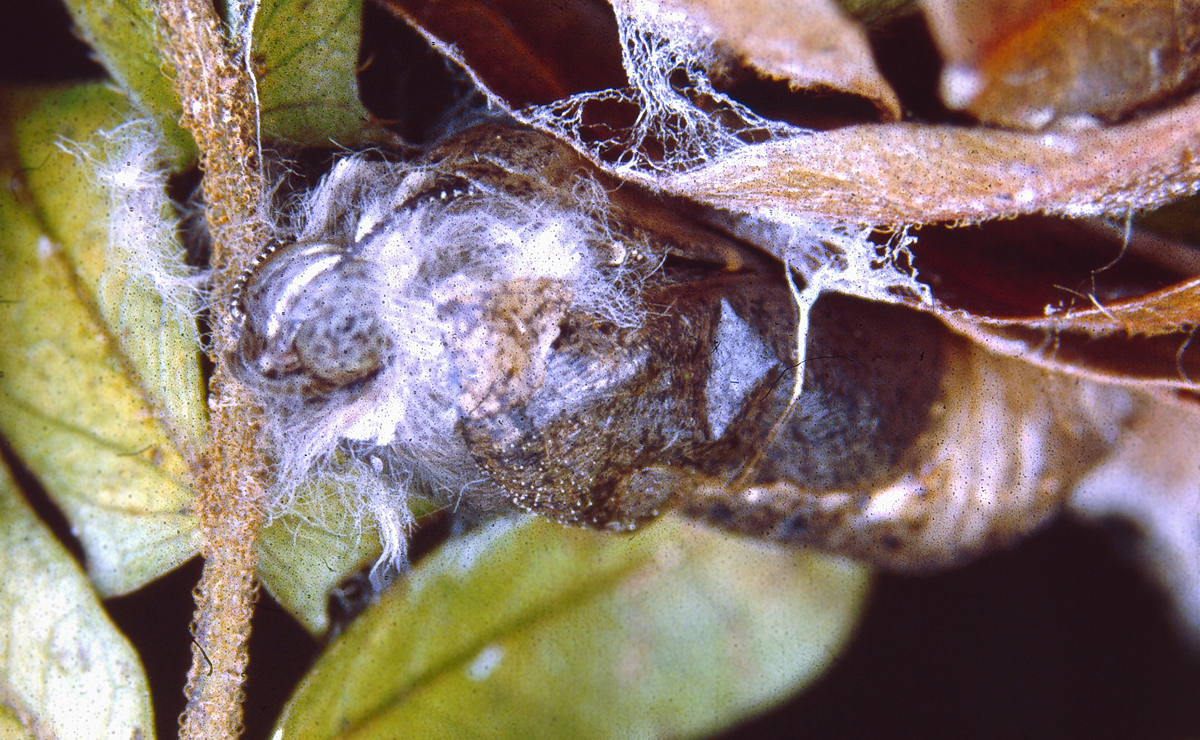
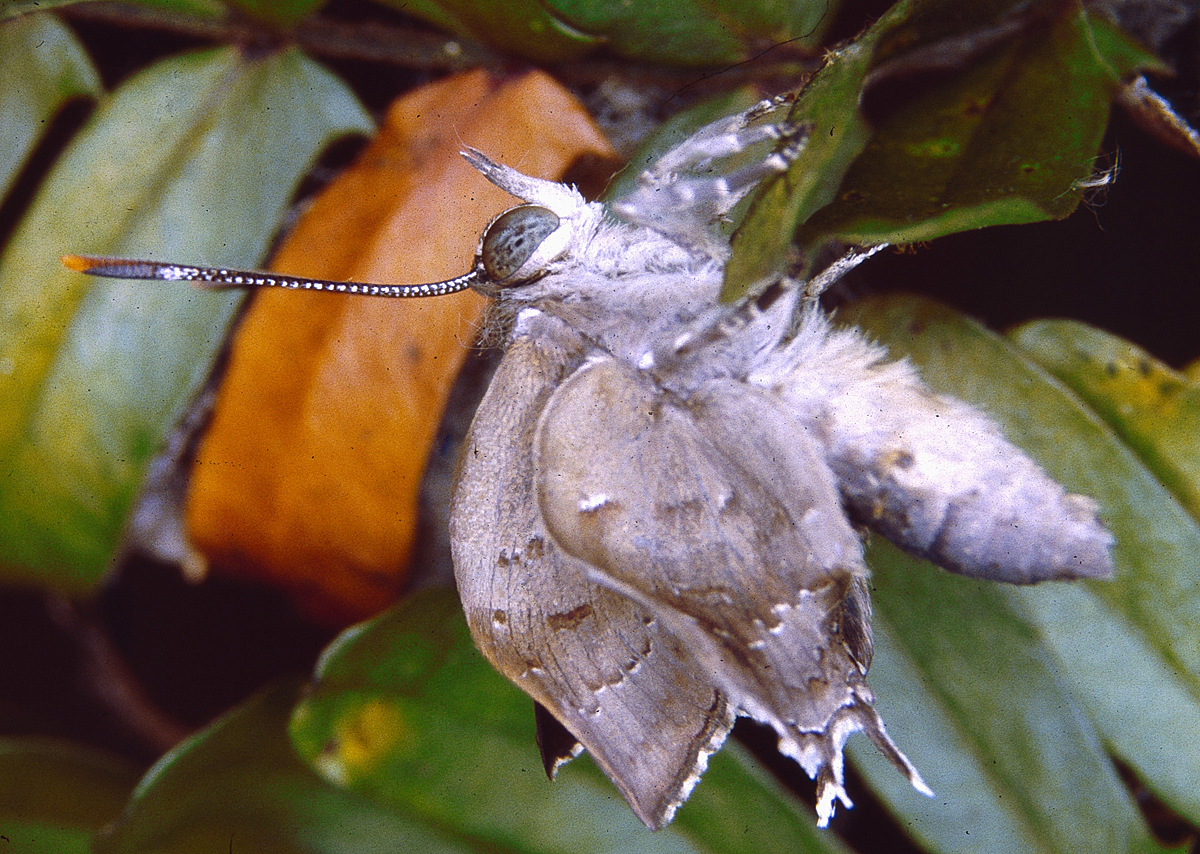
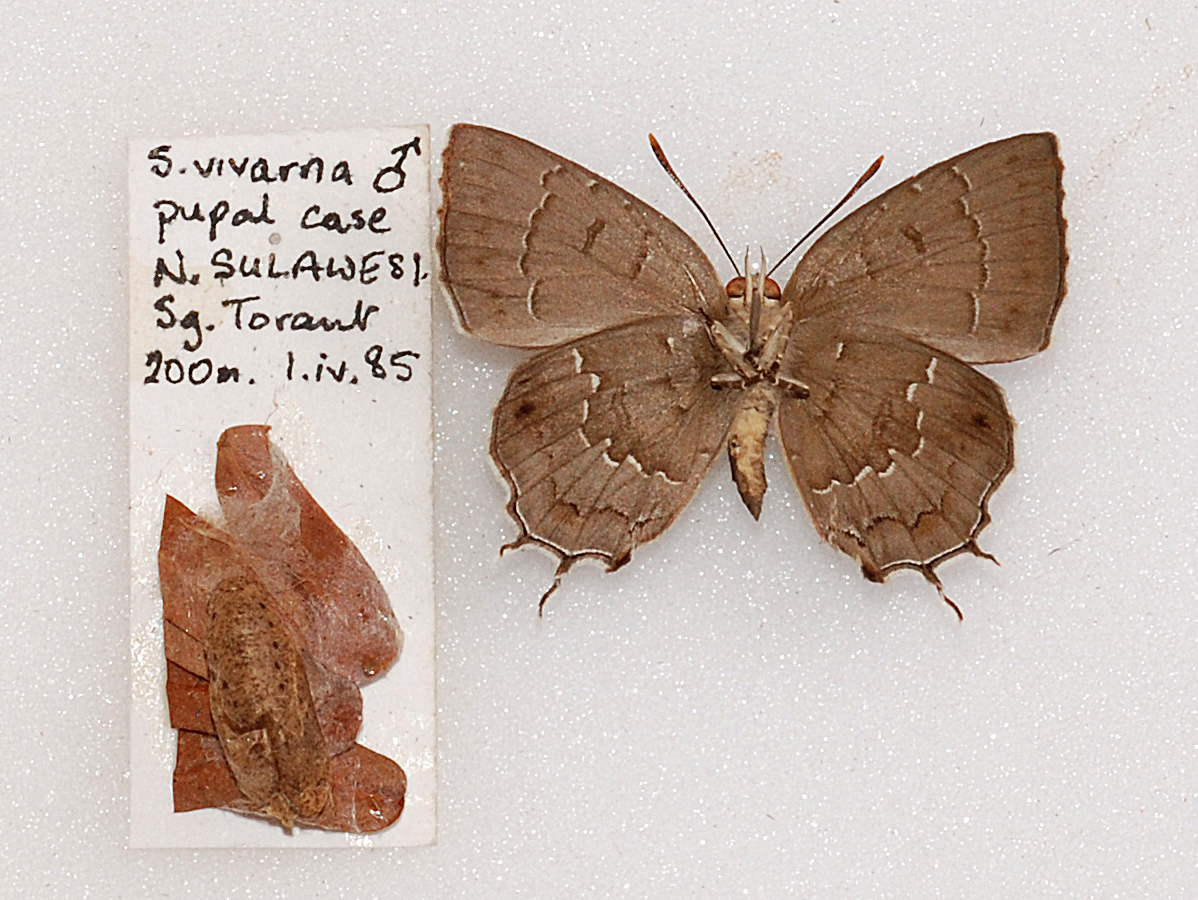
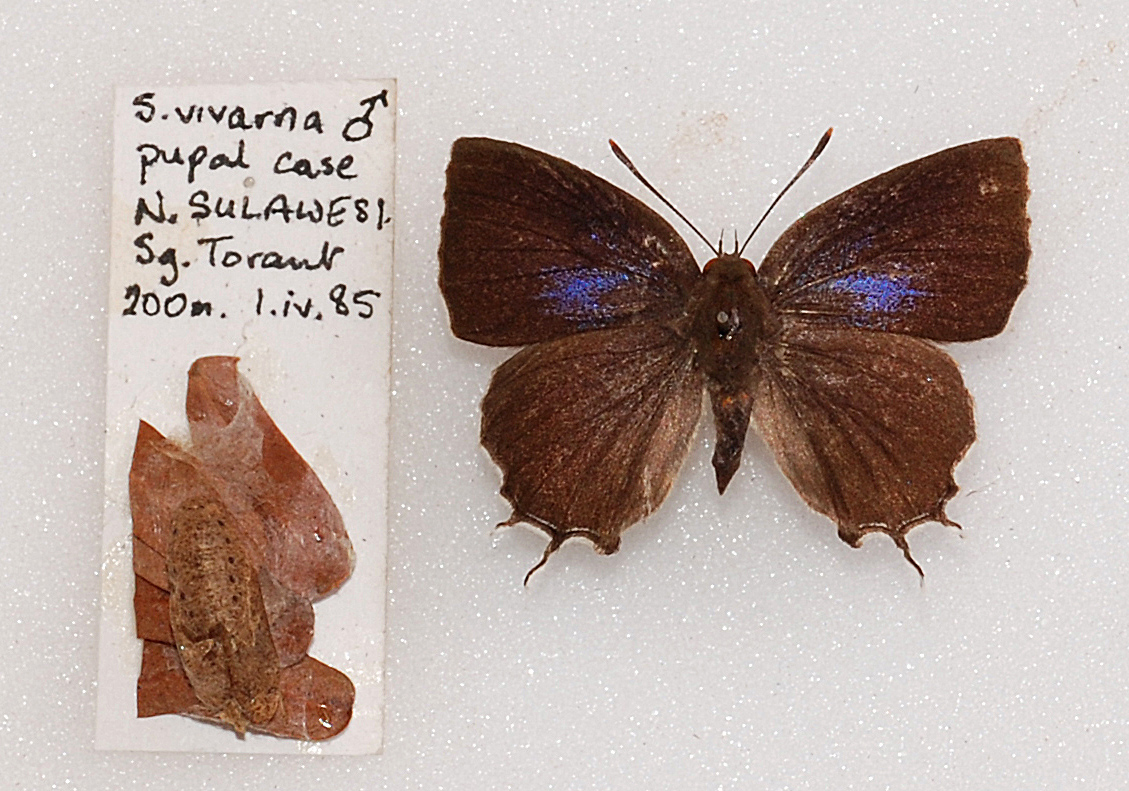
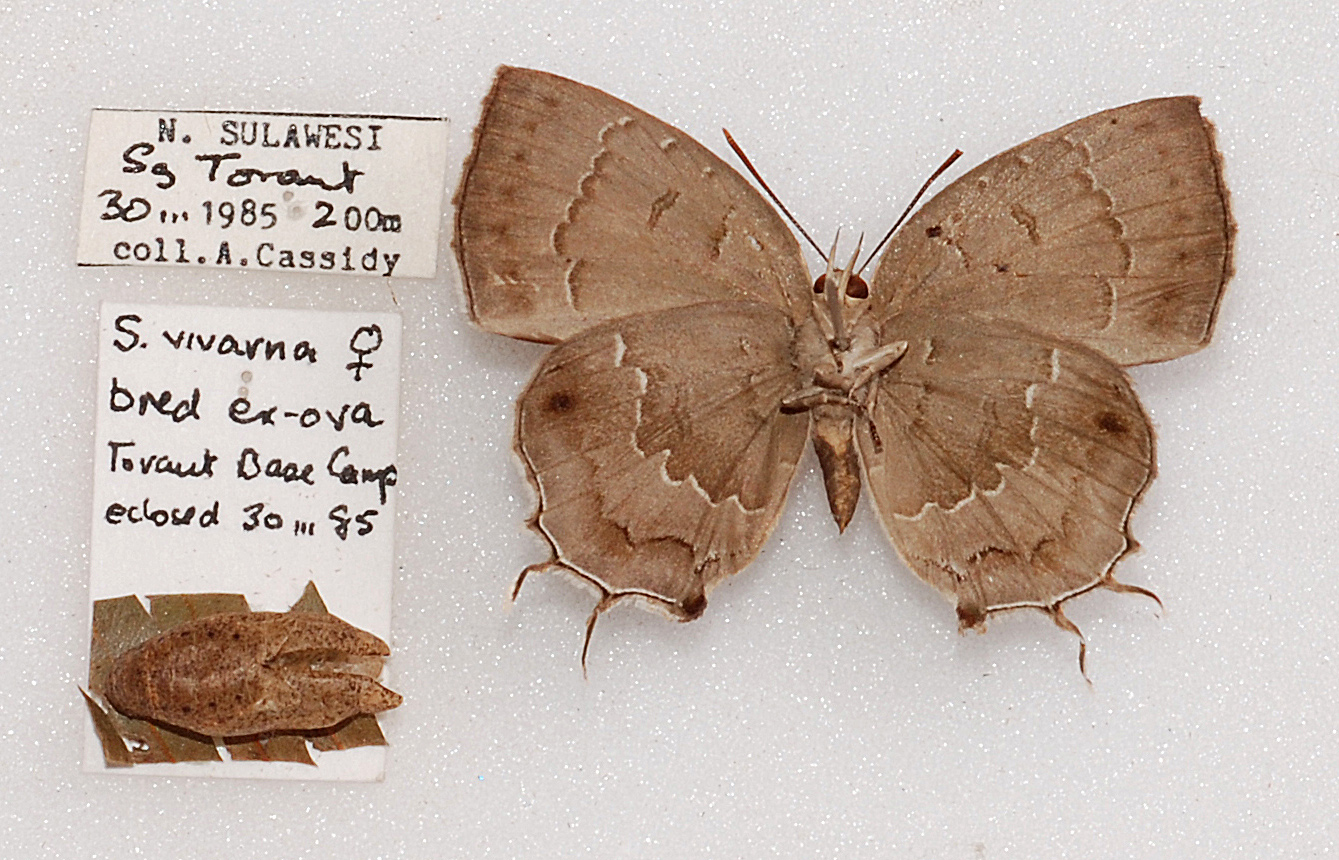
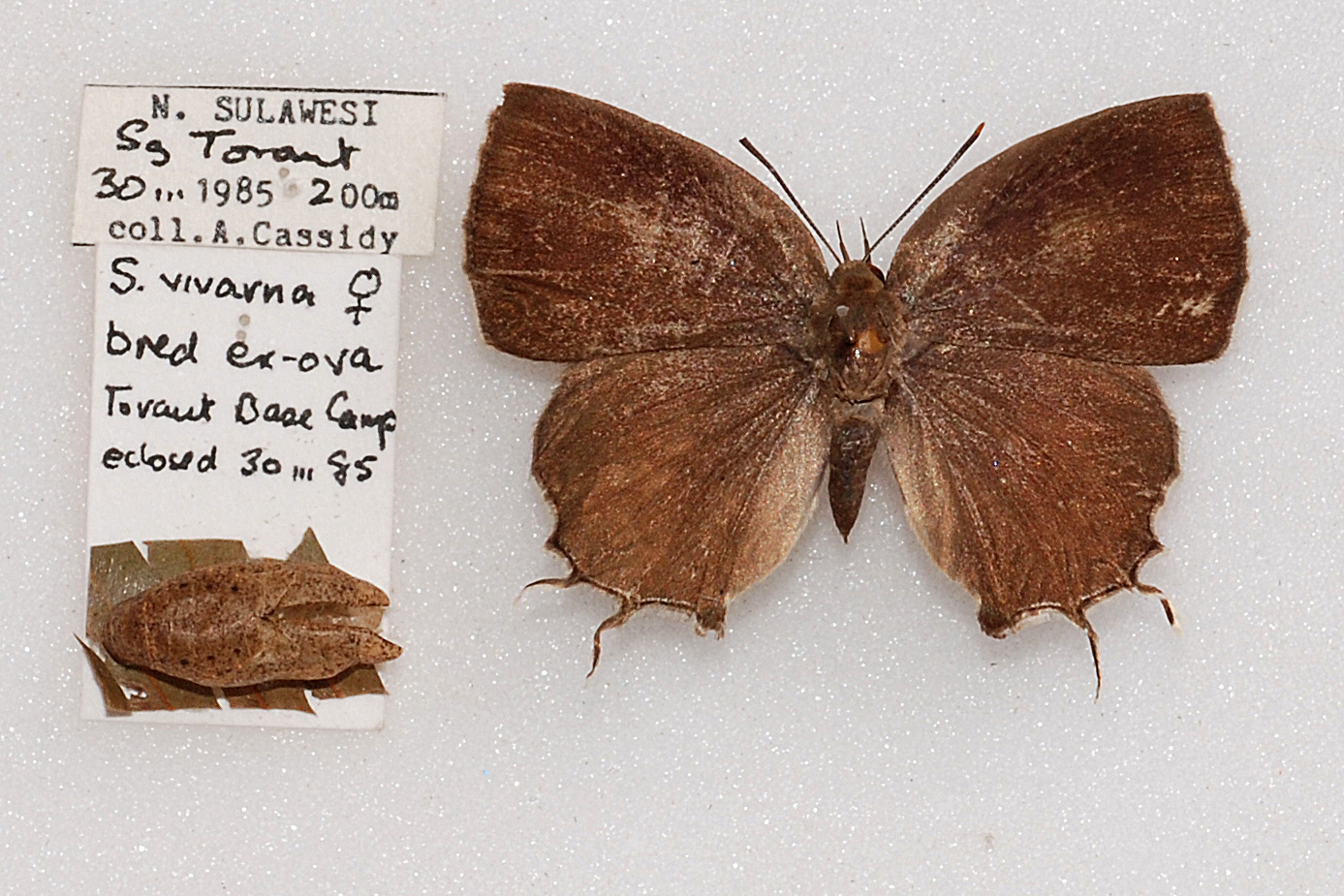